# Bollwerk (Mulhouse)

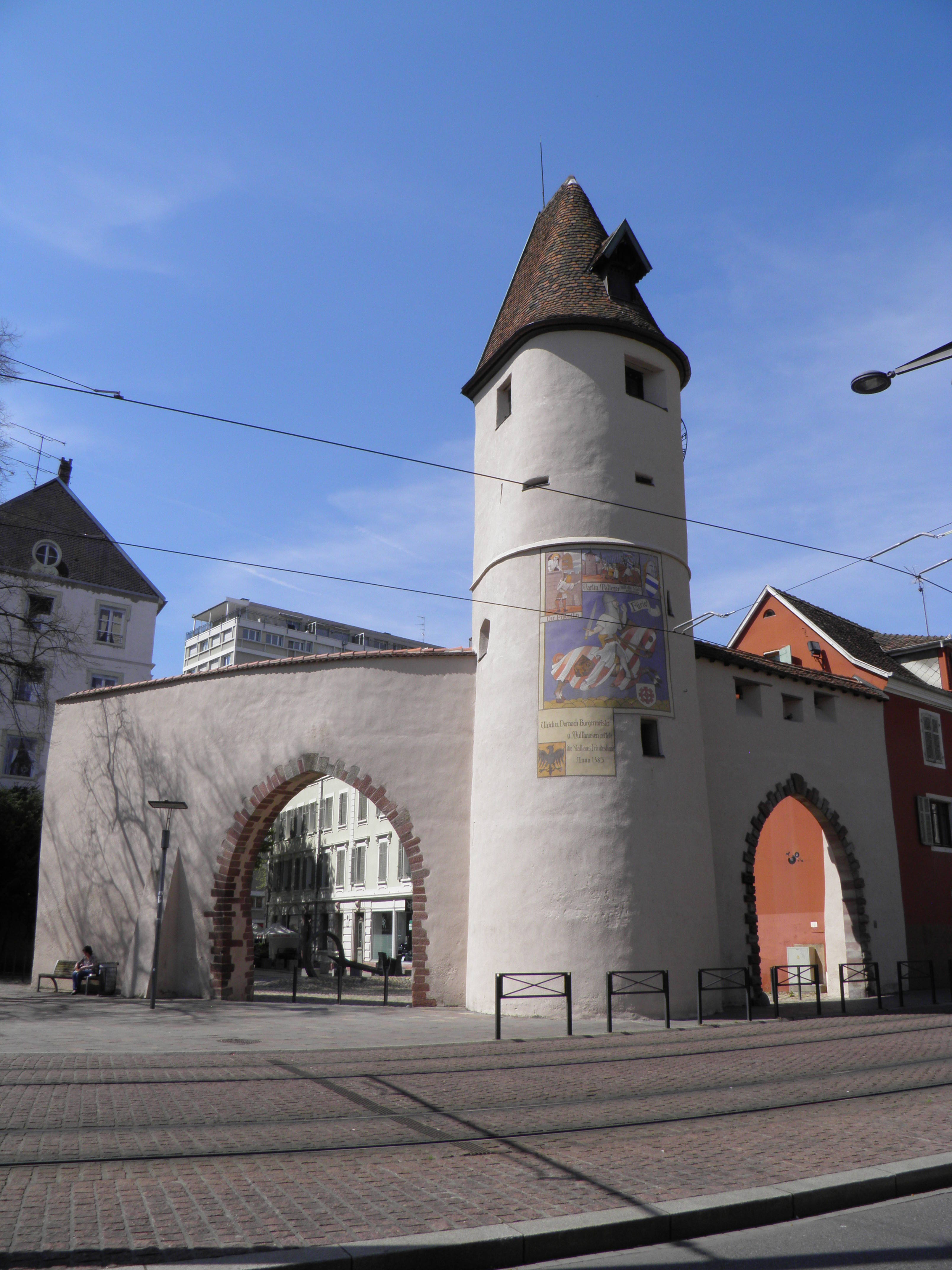
Bollwerk mit Stadtmauer

Das Bollwerk (französisch Le Bollwerk) ist ein Befestigungsturm und ein Überbleibsel der alten Befestigungsanlagen der Stadt Mulhouse (Mülhausen), das sich im Quartier Europe - Nordfeld unweit des Europaturms befindet.
Der Bollwerk-Turm hatte im Laufe seiner Geschichte mehrere verschiedene Namen. Zuerst „Neuensteinerturm“ um 1390 (aus dem Namen einer Familie, die in der Nähe des Turms lebte), dann „Hugues-Walch-Turm“ in den 1400er Jahren (gleiche Erklärung), dann „Eselsturm“ um 1700 (der Müller des Basler Tors hatte ein Eselhaus in der Nähe), dann schließlich „Schweineturm“ um 1850. (das Schlachthaus befindet sich gleich nebenan), bevor es um 1900 seinen heutigen Namen erhielt.
Seine Spitze war einst mit Zinnen verziert, wurde dann um 1700 in ein flaches Vier-Satteldach umgewandelt, bevor es 1890 seine heutige Dachform erhielt. Die Umfassungsmauer, zu der das Bollwerk gehörte, wurde 1840 abgerissen. Das Fresko (aus dem Jahr 1893), das den Ostturm schmückt, stammt von Ferdinand Wagner und stellt den Bürgermeister Ulrich von Dornach während des Angriffs auf Mulhouse durch Martin Malterer im Jahr 1385 dar. Es wurde in den 1970er Jahren von Bernard Latuner restauriert. 
Heute repräsentiert der Turm ein Stück Geschichte der Stadt Mulhouse, da er bis  heute erhalten geblieben sind. Mülhausen wird manchmal auch als die „Stadt des Bollwerks“ bezeichnet. 
Seit 2006 fährt die Straßenbahnlinie von Mulhouse direkt am Turm vorbei.
Das Gebäude ist seit 6. Dezember 1898 als Monument historique (historisches Denkmal) klassifiziert.